# Polystachya vulcanica
Polystachya vulcanica är en orkidéart som beskrevs av Friedrich Fritz Wilhelm Ludwig Kraenzlin. Polystachya vulcanica ingår i släktet Polystachya och familjen orkidéer.

## Underarter
Arten delas in i följande underarter:
- P. v. aconitiflora
- P. v. vulcanica